# 寝癖 (クリープハイプの曲)
「寝癖」（ねぐせ）は、クリープハイプのメジャー4枚目のシングル。2014年5月14日にユニバーサルシグマから発売された。初回限定盤には特典DVDが付属。

## 概要
前作「憂、燦々」から約1年ぶりとなるシングル。ユニバーサルミュージック移籍後初のシングル。初回限定盤（UMCK-9672）はCD＋DVD、通常版(UMCK-5469)はCDのみの発売。
メンバーによると、「寝癖」は、クリープハイプの王道、代表曲と思ってよいとコメントしている。また、移籍してここからまたやっていくと言う思いで、そして大変な時期の不安の中で、これでなんとかなってほしいと祈るような気持ちを込めてできた曲だったという。
初回限定盤のジャケット写真には、老けて髪が白くなっているメンバー4人が登場しており、このビジュアルは「寝癖」の歌詞からインスパイアされているとのこと。
CDを取ったところにベースの長谷川カオナシによるコメントが記載されている。

## 収録曲

### CD
（全作詞、作曲：尾崎世界観）
1. 寝癖 [3:50]
2. ホテルのベッドに飛び込んだらもう一瞬で朝だ [3:01]
3. ねがいり [6:14]
元はインディーズ時代の2006年に最初に発表した曲。アレンジを変えて、現在のメンバーで再録した[4]。
4. 目覚まし時計 [2:30]
初回限定版のみに収録のボーナストラック。
インディーズ時代の自主制作CD「独りふわりと飛ばされて」に収録されていたボーナストラックの『鉄腕アトムの目覚まし時計』が原曲となっており、歌詞は今回のために書き直している。ボーカルは長谷川カオナシ[4]。

### 初回限定盤DVD
1. 寝癖 Music video
監督：松居大悟 / キャスト：高畑充希、郭智博
2. 寝癖 ドッキリ